# Bor, Turcia
Bor, Turcia 
este un oraș din Turcia.